# Daniel Fargeot
Daniel Fargeot, né le 31 mai 1958, est un homme politique français. Il est sénateur du Val-d'Oise depuis 2023. 

## Biographie
Daniel Fargeot, maire (DVD) d’Andilly, est élu sénateur le 24 septembre 2023

## Décorations
- Médaille de la sécurité intérieure, or (2023)[2]